# Francisca Montiel Rayo
Francisca Montiel Rayo (Villanueva de la Reina, Jaén, 11 de febrero de 1962) es una escritora e investigadora española, profesora de literatura en la Universidad Autónoma de Barcelona (UAB).

## Trayectoria
Doctora en Filología Española por la Universidad Autónoma de Barcelona en 2005. Es miembro desde su fundación del Grupo de Estudios del Exilio Literario (GEXEL), creado en 1993 con el objetivo principal de reconstruir la memoria histórica, cultural y literaria del exilio español de 1939. 
Montiel ha realizado varios proyectos de investigación, ha escrito numerosos artículos y participado en diferentes congresos nacionales e internacionales sobre el exilio español republicano. Además de la investigación de su tesis doctoral Esteban Salazar Chapela en su  época: obra  literaria y periodística (1923-1939), en la que analiza la trayectoria profesional del escritor exilado, Montiel ha estudiado la obra de otros autores de la diáspora, sobre todo, la correspondencia que mantuvieron los protagonistas del exilio.
Fruto de este laborioso trabajo de investigación sobre el epistolario del exilio republicano es el estudio Escribir fuera de España la correspondencia entre Max Aub y Segundo Serrano Poncela (1993), o el publicado en 2020 bajo el título De mujer a mujer. Cartas a Gabriela Mistral (1942-1956). Una obra sobre la correspondencia mantenida entre Gabriela Mistral y diez mujeres intelectuales españolas que fueron exiladas en diferentes países de Europa y América. El libro recoge cerca de cincuenta cartas escritas por Gabriela Mistral, Teresa Díez-Canedo, María Enciso, Maruja Mallo, Ana María Sagi, Francesca Prat i Barri, Margarita Nelken, Victoria Kent, Zenobia Camprubí, María Zambrano, Victoria Kent, y María de Unamuno. Todas ellas se pusieron en contacto y encontraron apoyo en la escritora chilena premio Nobel de Literatura en 1945.

## Obra
- 2020 – De mujer a mujer: cartas desde el exilio a Gabriela Mistral (1942-1956). Fundación Banco Santander. ISBN 9788417264222.[7]
- 2018 – Las escrituras del yo: diarios, autobiografías, memorias y epistolarios del exilio republicano de 1939. Coord. por Francisca Montiel Rayo. Editorial Renacimiento. ISBN 978-84-17550-58-5.[8]
- 2014 – El exilio republicano de 1939: viajes y retornos, coord. Junto a Manuel Aznar Soler, José Ramón López García, Francisca Montiel Rayo, Juan Rodríguez Rodríguez. Editorial Renacimiento. ISBN 978-84-8472-546-6.[9]